# Korg Poly-800
Poly 800 — синтезатор, выпущенный в 80-х годах компанией Korg. Это был первый полностью программируемый синтезатор, который можно было приобрести по цене меньше чем за 1000 долларов. Poly 800 был снабжён осцилляторами с цифровым управлением, сигнал которых проходил через один общий фильтр.
На этом синтезаторе можно было играть как на гитаре, прикрепив к нему гитарный ремень. Для этого на Poly 800 были предусмотрены крепления. Также была выпущена версия Poly 800 с инвертированным цветом клавиш. Большие клавиши были чёрные, а маленькие — белыми.
В период между 1984 и 1987 годом было выпущено около 100,000 экземпляров Poly 800, а также улучшенный вариант Poly 800-II, отличающийся наличием встроенного дилэя вместо хоруса и ограниченной возможностью работы с Sysex сообщениями.
Также выпускалась бесклавиатурная версия синтезатора, называвшаяся KORG EX-800.
Эти синтезаторы были использованы многими влиятельными исполнителями электронной музыки, такими как Juan Atkins, Kevin Saunderson, Derrick May, Human League, Orbital, Tangerine Dream, Роб Хаббард и Джими Тенор Группа Форум широко использовала KORG POLY-800 при записи музыкального материала для альбома «Белая ночь». Также KORG POLY-800 использовала в начале своего существования группа Arrival.
Широко использовался и в СССР/России. Одним из известных пользователей в своё время был сибирский джазовый клавишник Георгий Фефелов.